# Summerlied
Das Summerlied ist ein Musik- und Tanzfestival, das alle zwei Jahre in Ohlungen im Département Bas-Rhin in Frankreich stattfindet. Es war ursprünglich ein Sängerfest für elsässische Lieder, hat sich aber mit der Zeit für andere Genres und Kulturen aus der ganzen Welt geöffnet. Es ist einer der größten Musikfestivals im Elsass: 2012 besuchten fast 20.000 Menschen das Festival.

## Geschichte

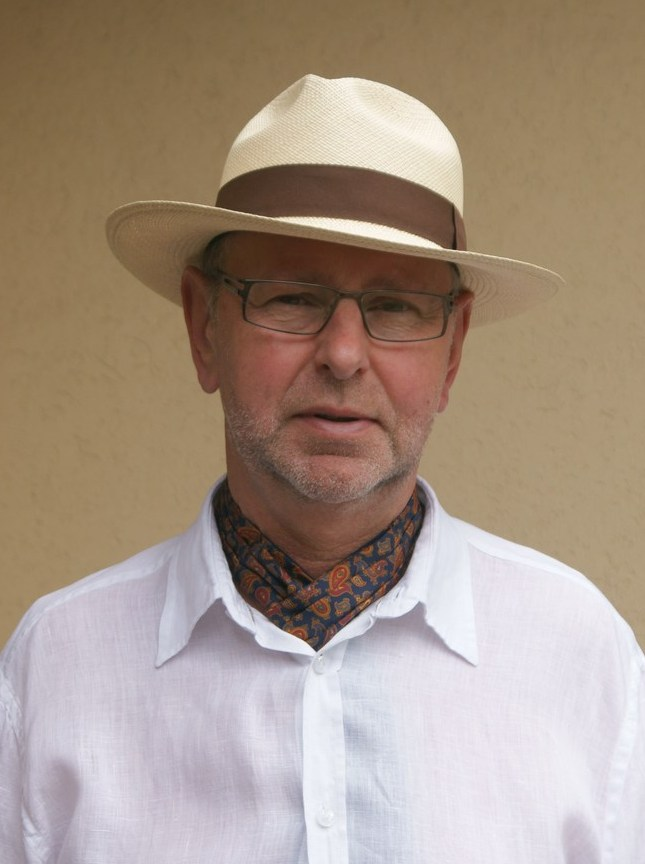
Jacques Schleef, Begründer und Leiter des Festivals

Die erste Ausgabe fand 1997 statt., die zweite zwei Jahre später. Dann wurde das Festival von 2000 bis 2012 zweijährlich organisiert.

## Bühnen

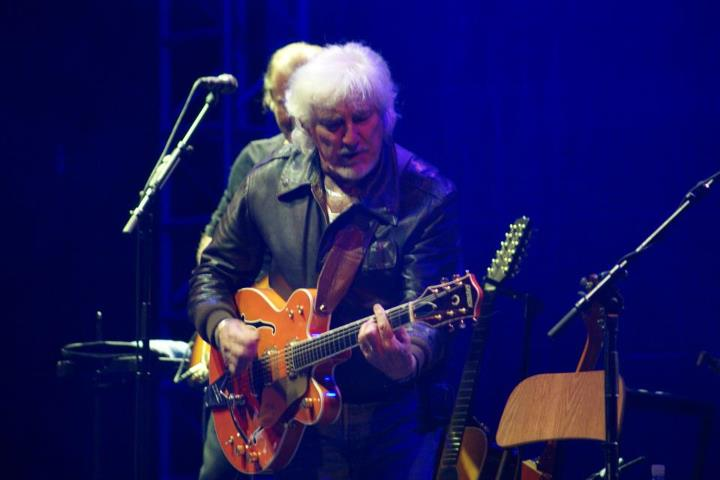
Hugues Aufray beim Summerlied 2012

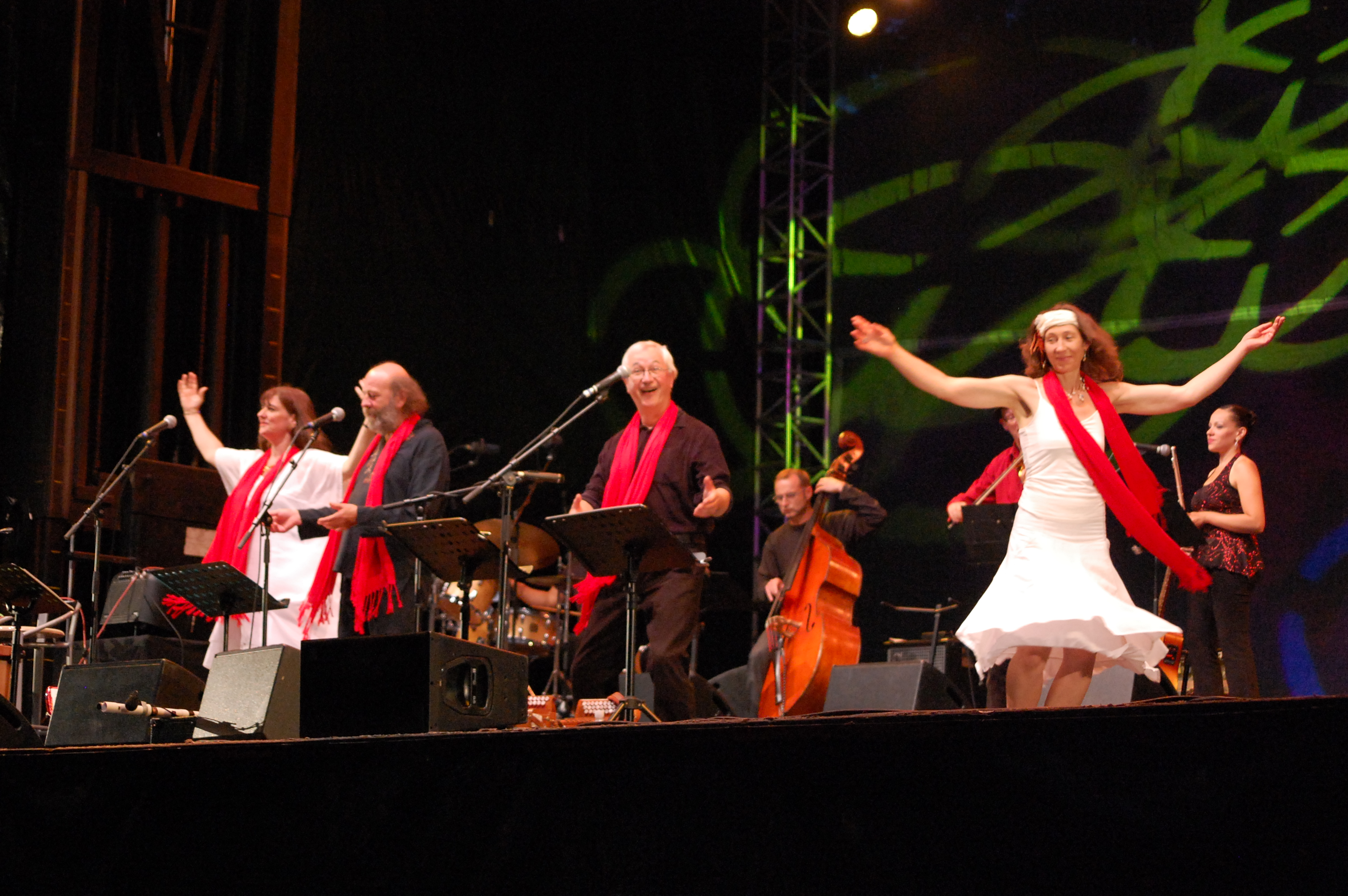
Roland Engel und der Truppe der Ausführung „Wurzle“ beim Summerlied 2012

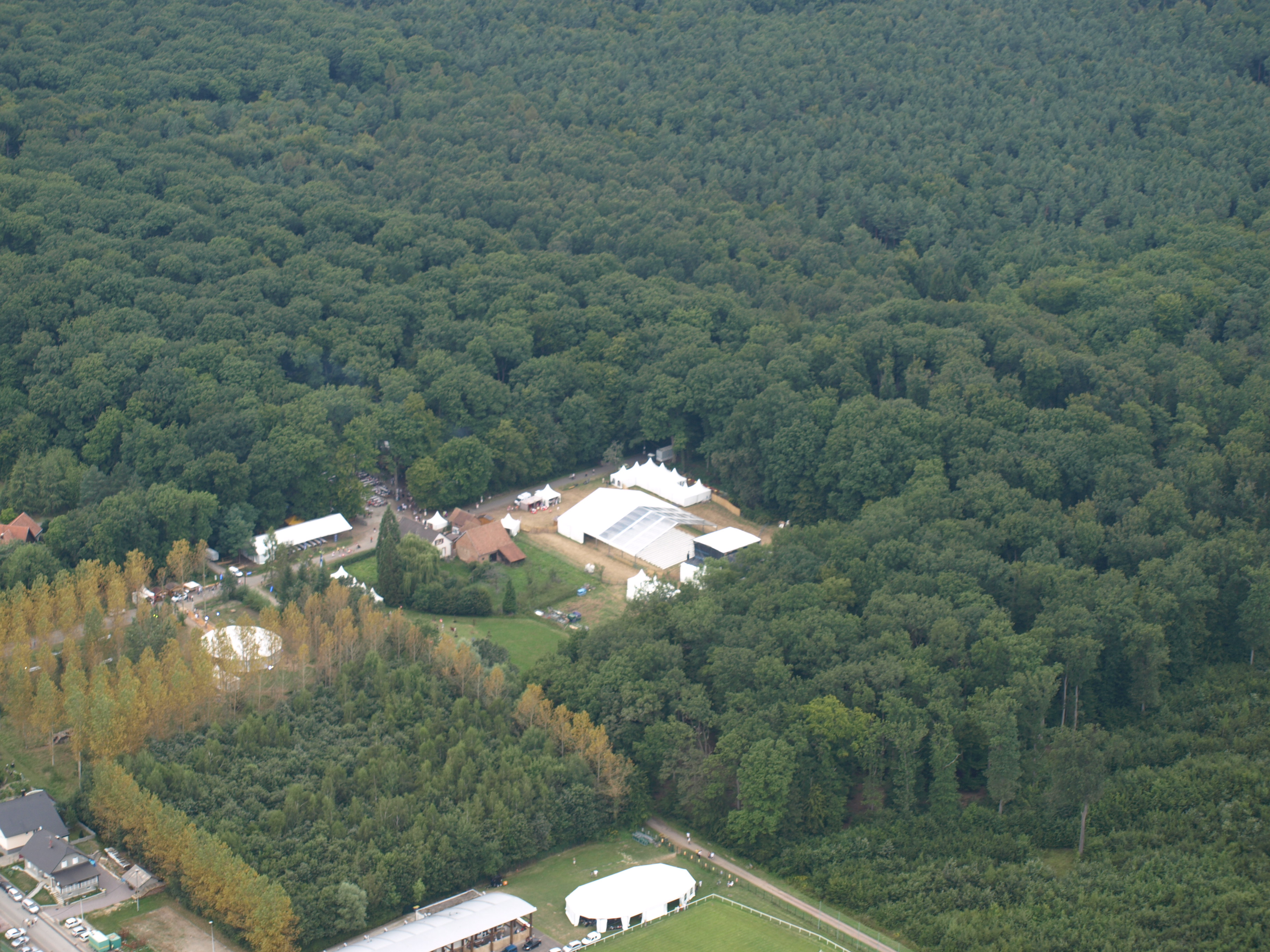
Die Waldlichtung des Ohlungener Waldes

Die Aufführungen sind auf vier Bühnen aufgeteilt:
- „La Clairière“, bzw. die Waldlichtung, ist die Hauptbühne des Festivals mit 2500 Plätzen[3]. Dort spielten Künstler wie Hugues Aufray, I Muvrini, Tri Yann oder Stephan Eicher.
- „La Lisière“ (der Waldrand), mit 300 Sitzplätzen[2], ist der Entdeckung junge Talente oder lokaler Gruppen sowie Weltmusik gewidmet.
- auf dem „Cabaret des Champs“ (Kleinkunstbühne), 250 Sitzplätze,[2] werden Kabarett, Humor, junge Künstler und Textlieder gespielt.
- „La Forêt“ (der Wald), mit Zigeuner-Jazz, französischem und elsässischem Chanson, Volksmusik oder Chören. Auf dem Parkettboden wird dort auch getanzt.

## Förderung der lokalen Musikszene
Trotz des Erfolgs der Hauptgruppen auch während der 2012-Ausgabe des Festivals, ist Summerlied eine ganz besondere Zeit für die Förderung und den Ausdruck von lokalen Künstlern und dem elsässischen Dialekt. Zu diesen Künstlern gehören René Egles, Jean-Pierre Albrecht, Robert Frank Jacobi, Jean-Marie Hummel und Liselotte Hamm, aber auch Bands wie Kansas of Elsass oder Em Remes Sini Band.
Das Festival organisiert auch Ausführungen mit dem Dialekt, so wie „Wurzle“ (Wurzeln) von Roland Engel im Jahr 2012.

## s’Bàbbeldorf
Teil des Festivals ist das „Bàbbeldorf“, die mehrere Veranstaltungen rund um den „Palaverbaum“ beinhaltet, organisiert.
- „Der Witzbrunne“ ist der Ort des Festivals, der sich Humor und Dialekt widmet.
- „D’Sprochstubb“ wird vom Verein „Junge fers Elsassische“ betrieben; man kann sich dort rund um den Dialekt spielerisch austauschen.
- „d’Akadémie“ ist der Stammtisch des Festivals, wo Podiumsdiskussionen geführt werden.
- „l’espace Contes“ (der Platz der Märchen), wo Geschichten in verschiedenen Formen erzählt werden, auf Französisch, Deutsch oder Elsässisch. Dort ist für das junge Publikum eine Jurte eingestellt.

## Auszeichnungen
Für seinen Beitrag zur Verbreitung der regionalen Kultur wurde das Festival mit einer Goldenen Brezel vom „Institut des Arts et traditions populaires d'Alsace“ (Institut für Kunst und Volkskunde im Elsass) am 21. Oktober 2006 ausgezeichnet.

## Kooperationspartner
Kooperationspartner sind die Région Alsace, der Generalrat des Bas-Rhin, das Amt für die Sprache und Kultur des Elsass (OLCA), und die Stadt Schweighouse-sur-Moder. Die Europäische Union fördert das Festival ebenfalls.